# (13753) Jennivirta
(13753) Jennivirta est un astéroïde de la ceinture principale.

## Description
(13753) Jennivirta est un astéroïde de la ceinture principale. Il est découvert le 17 septembre 1998 à la station Anderson Mesa par le programme LONEOS. Il présente une orbite caractérisée par un demi-grand axe de 3,17 UA, une excentricité de 0,14 et une inclinaison de 6,1° par rapport à l'écliptique.

## Compléments